# DJ Krmak
DJ Krmak (eigentl. Goran Žižak) (geboren in Banja Luka, Bosnien und Herzegowina) ist ein bosnischer Sänger, der in den Ländern des Westbalkans, aber vor allem in Bosnien und Herzegowina, Serbien und Kroatien populär ist.

## Leben und Karriere
DJ Krmak ist bekannt für seine Parodien, sowie witzigen Songtexte, in denen er sich auch gerne über andere bekannte Persönlichkeiten lustig macht. Speziell in seinen Liedern sind diese Scherze zweisinnig und werden nicht von allen Zuhörern als solche interpretiert. Sein Name (Krmak ist Bosnisch für Eber) stößt bisweilen auf Ablehnung, insbesondere bei älteren Menschen.
Dj Krmak hält regelmäßig Konzerte auf dem Westbalkan, sowie in Deutschland, Slowenien, Österreich und der Schweiz, wo vor allem ehemalige jugoslawische Migranten anzutreffen sind.
Zu seinen populärsten Liedern gehören unter anderem Doktore, Eros Bosančeros und Šumaher.
Er lebt in Pottendorf, unweit von Wiener Neustadt.

## Diskografie

### Alben
- 1999: Kockari
- 2000: Šumaher
- 2001: Bo San Remo
- 2003: Hollywood
- 2004: Meksikanac
- 2006: Vanzemljaci
- 2007: Klasična armija
- 2008: Tu Tu
- 2010: Bez Konkurencije
- 2012: Doživotna

### Kompilationen
- 2009: The Best Of

### Singles
- Nemam konkurenciju (mit Marta Savić; Original: Costi – Ca La Amsterdam)
- Balkanska muzika (mit DjMc Urke & Marko Milutinovic)
- Eros Bosandzeros
- Armani
- Doktore
- Šumaher
- Bo San Remo
- Hajde jugo
- Braća bez gaća
- Cijelo selo smrče bijelo
- Papagaj
- Sedam dana
- Silikoni
- Puče guma
- Zrće
- Puši puši mala
- Vapaj
- Dama
- Specijalac
- Profesorice
- Zenica
- Mehaničar